# Schöngeist
Schöngeist est un groupe allemand de dark rock, originaire de Munich.

## Histoire
Schöngeist est formé à Munich. En 2010, la formation reçoit la promotion de l'Initiative Musik. Schöngeist est ensuite sous contrat avec Oblivion, une filiale de SPV. En mars 2011, la formation est élue « groupe du mois » par le magazine en ligne Gothic Family. Le chanteur Alexander Wesselsky collabore avec Timur Karakus sur une partie des chansons de l'album Keine Zeit. Le producteur exécutif des albums Liebeskrieger et Keine Zeit est Carlos Perón. Schöngeist acquiert une notoriété supra-régionale grâce à des tournées et des concerts en festival communs avec des groupes comme Letzte Instanz et Eisbrecher. En 2012, le groupe reçoit le prix Orkus Newcomer.
Le chanteur Timur Karakus est également le producteur du clip de la chanson Schwarze Witwe (2004) d'Eisbrecher. Le batteur Manuel Di Camillo, batteur de l'année 2010, jouait auparavant avec Equilibrium. L'ancien batteur de Schöngeist, Till Wollenweber, joue désormais dans le groupe d'electropunk rock munichois Mila Masu.

## Discographie

### Albums studio
- 2009 : Liebeskrieger (Golden Core / ZYX)
- 2011 : Keine Zeit (Golden Core / ZYX)
- 2013 : Wehe (Oblivion / SPV)

### Singles
- 2011 : Sonne der Nacht (Golden Core / ZYX)
- 2013 : Zusammen alleine (Oblivion)